# Franciszek Latinik
Franciszek Ksawery Latinik (17. července 1864, Tarnów – 29. srpna 1949, Krakov) byl rakousko-uherský a polský generál.
Za první světové války sloužil v Rakousko-uherské armádě, kde velel 100. pěšímu pluku. V roce 1915 se účastnil bitvy u Gorlice. Po získání nezávislosti Polska vstoupil do Polské armády. Na konci roku 1918 se stal velitelem v Těšíně. Roku 1919 vedl polské vojáky v boji proti československým vojákům v sedmidenní válce o Těšínsko. Za rusko-polské války byl vojenským guvernérem Varšavy. V roce 1925 odešel do výslužby a v roce 1934 publikoval své vzpomínky z časů bojů o Těšínsko „Walka o Śląsk Cieszyński w r. 1919“.

## Rakouská vojenská vyznamenání
- Vojenský jubilejní kříž 1908
- Karlův vojenský kříž
- Vojenský záslužný kříž III. třídy
- Leopoldův řád rytíř válečná dekorace s meči